# 国家级新区
国家级新区，是由中华人民共和国国务院批准设立，承担国家重大发展和改革开放战略任务的综合功能区。国家级新区在学术界被认为是中国大陆的区域经济发展到一定阶段的产物。
2014年以来，“国家级新区”呈现井喷式密集批复，标志着中国以“国家级新区”建设推动区域开发开放的战略思路的日益成熟。2015年6月18日，国家发展改革委在天津滨海新区组织召开了第一次国家级新区工作经验交流会暨新区工作推动会，标志着国家层面对国家级新区的管理和引导走向了制度化。

## 概念
在城市规划的角度，国家级新区属于城市新区的范畴，是依托旧有城区建立的新城区，具有一定的独立性和完整性，依托的城市一般是中国具有影响力的国家中心城市或区域中心城市。在行政级别上，国家级新区由国务院批复，相比由所在城市政府批复成立的省市级城市新区，其产生背景和开发建设具有国家意志的属性。因此，其行政等级普遍高配一级或半级，以调动更多的资源。
中国政府官方在国家级新区批复的文件中很少定义国家级新区，目前可供参考的为国家发改委部门文件，将国家级新区定义为“由国务院批准设立，承担国家重大发展和改革开放战略任务的综合功能区”。

## 改革探索与问题

### 改革探索
2015年，国家发改委要求各个国家级新区围绕1至2个重点问题开展体制机制创新探索，形成可推广的经验，以便推广到其他区域。2015年6月18日，国家发展改革委在天津滨海新区组织召开了第一次国家级新区工作经验交流会暨新区工作推动会。

### 存在问题
开发投入过度和过热
由于国家级新区往往被赋予先行先试的特殊权限和一系列优惠政策，在开发建设初期呈现超常速的增长态势，普遍快于所在省区市及全国平均水平。而服务业和公共设施建设相对滞后、人气聚集不足，造成土地资源浪费和低效利用并加剧地方政府土地财政带来的风险，容易造成开发初期城市建设遍地规模过大、短时间内形成“空城”的局面，不利于社会、资源和环境的协调和平衡。
对区域辐射带动效果不突出
与中国在1980年代建设的经济特区相比，国家级新区的意义不仅在于经济效益的集聚，更在于对区域的辐射和带动。目前，除浦东新区经过20余年建设开始成为长三角的引擎，但对区域辐射带动作用仍弱于经济特区，而其他新区对周边地区的辐射带动作用则弱于浦东新区。然而较之成熟的浦东新区、滨海新区等，新批复的新区在经济发展外部环境、政策含金量以及内部机制等方面出现了一些新的变化，后发国家级新区成长的也出现隐忧。
新区与原有城市老区的关系不易理顺
在行政关系上，国家级新区并未摆脱与所在城市的上下级关系。国家级新区范围内包含的行政区、功能区、街、镇和村庄等关系错综庞杂，其经济发展、规划建设和社会管理等关系不易理顺。除浦东新区、滨海新区等已转化为行政区外，新晋的国家级新区由于所在中心城市发展空间受限，大多横跨多个行政区，内部行政主体多元、管理体制各异、利益格局复杂，如何保障新区高效运作，是各个新区遇到的普遍性难题。
同时，国家级新区又需要与所在城市老区有着紧密联系。因此，新旧城区两者之间在产业、居住、交通等方面的对接不易短时间理顺，易造成建设和发展的重复、城市运营成本的增加。如钟摆式交通问题在浦东新区、滨海新区、南沙新区等地均较为突出。

## 各地的国家级新区
国家级新区的批复设立有四个阶段：1992年、2006年、2010－2012年和2014－2017年。1992年，国务院批复设立上海浦东新区。2006年5月，国务院再次批复天津滨海新区成为国家级开发开放新区，国家级新区的概念开始逐渐被关注。此后，2010－2012年，重庆两江新区、浙江舟山群岛新区、甘肃兰州新区、广州南沙新区相继获得批复。2014－2017年，国家级新区的批复进入井喷状态，陕西西咸新区、贵州贵安新区、青岛西海岸新区、大连金普新区、四川天府新区、湖南湘江新区、江西赣江新区、南京江北新区、福建福州新区、云南滇中新区、黑龙江哈尔滨新区、吉林长春新区、河北雄安新区等国家级新区陆续获批。截止到2024年3月，中国已经批复设立了19个国家级新区。

### 1992年批准设立的上海浦东新区

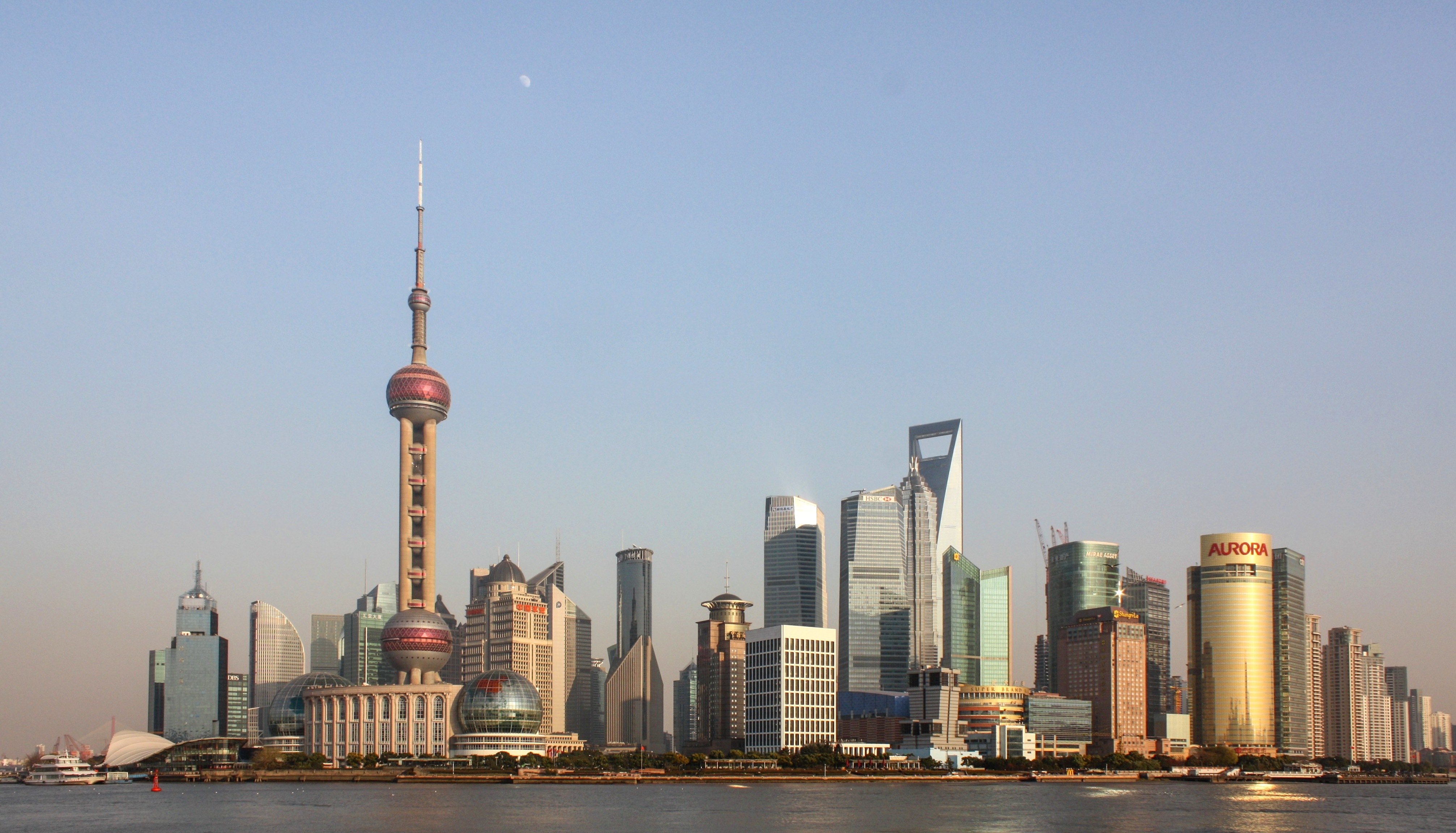
浦东新区

上海浦东新区，1992年10月11日获批成立，是中国首个国家级新区，定位是有合理的发展布局结构，先进的综合交通网络，完善的城市基础设施，现代的信息系统以及良好的生态环境的现代化新区。浦东新区是1990年代以发展服务型经济接棒深圳经济特区的典范。2005年，浦东新区成为中国首个国家综合配套改革试验区。2009年，浦东新区的定位调整为科学发展的先行区、“四个中心”的核心区、综合改革的试验区、开放和谐的生态区。2013年9月，中国（上海）自由贸易试验区在浦东新区挂牌成立。2015年，国家发改委要求上海浦东新区重点围绕深化自由贸易试验区制度创新，在金融、贸易、航运等方面加快构建开放型经济新体制开展探索。

### 2006年批准设立的天津滨海新区

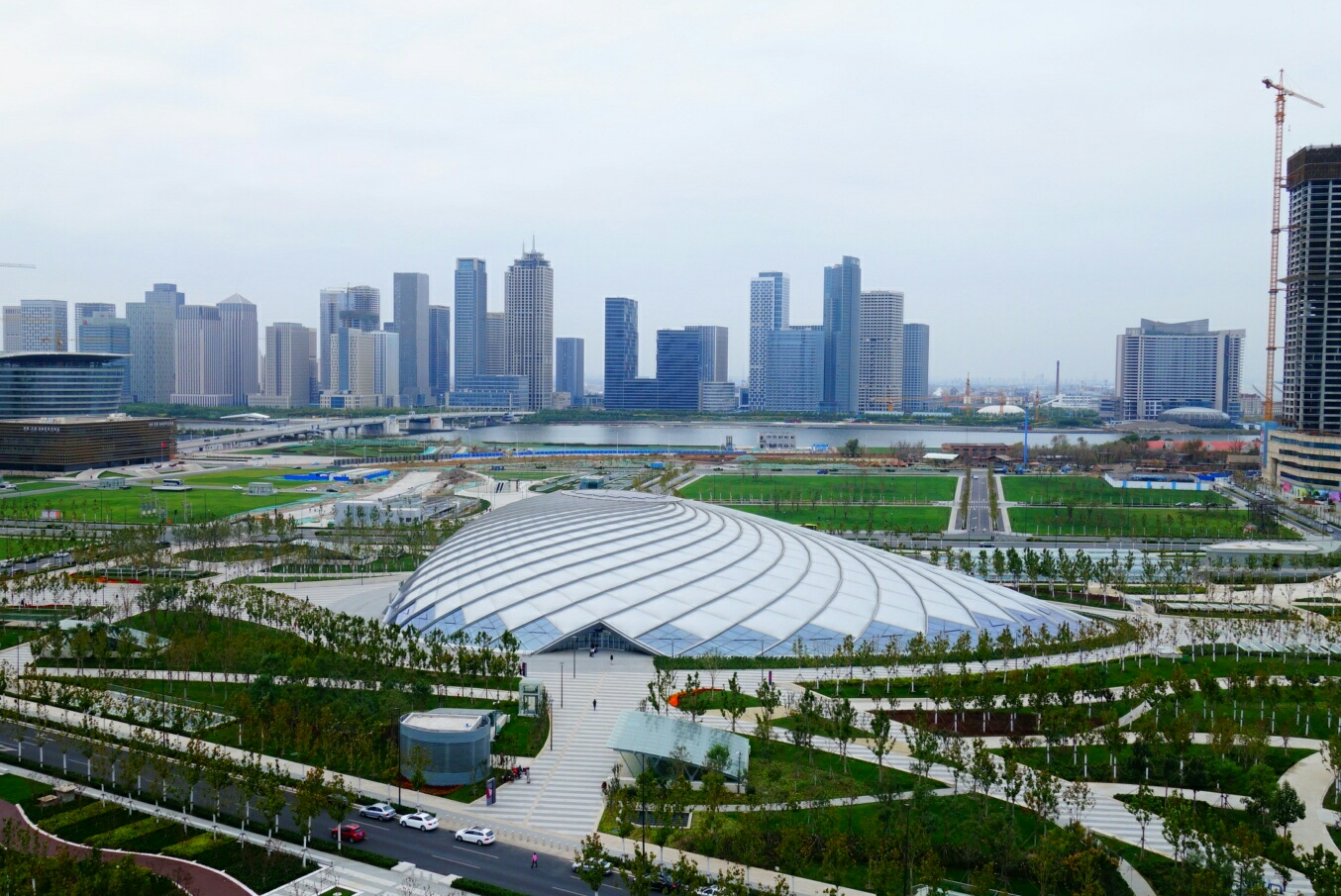
滨海新区滨海站

天津滨海新区，前身是1994年天津市自主建设的省市级滨海城市新区，2006年5月26日获批成为国家级新区，是自浦东新区获批时隔十余年后中国的第二个国家级新区，定位是中国北方对外开放的门户、高水平的现代制造业和研发转化基地、北方国际航运中心和国际物流中心。滨海新区立足高端制造业是大都市“退二进三”的典范是。2006年5月，国务院批准天津滨海新区为国家综合配套改革试验区，支持天津滨海新区在企业改革、科技体制、涉外经济体制、金融创新、土地管理体制、城乡规划管理体制、农村体制、社会领域、资源节约和环境保护等管理制度以及行政管理体制等十个方面先行试验重大的改革开放措施。2015年4月，中国（天津）自由贸易试验区在滨海新区挂牌成立，使得滨海新区在加快政府职能转变、扩大投资领域开放、推动贸易转型升级，深化金融开放创新、推动实施京津冀协同发展战略等5个方面获得进一步提升。2015年，国家发改委要求天津滨海新区重点围绕京津协同创新体系建设和港区协调联动开展探索。

### 2010至2012年批准设立的新区
- 重庆两江新区：2010年5月5日获批成立，定位是统筹城乡综合配套改革试验的先行区，内陆重要的先进制造业和现代服务业基地，长江上游地区的金融中心和创新中心，内陆地区对外开放的重要门户，科学发展的示范窗口。两江新区是中国区域发展战略由沿海转向内陆的标志[2]。2015年，国家发改委要求重庆两江新区重点围绕打造丝绸之路经济带和长江经济带重要交汇点，推动建立内陆通关和口岸监管新模式开展探索[5]。

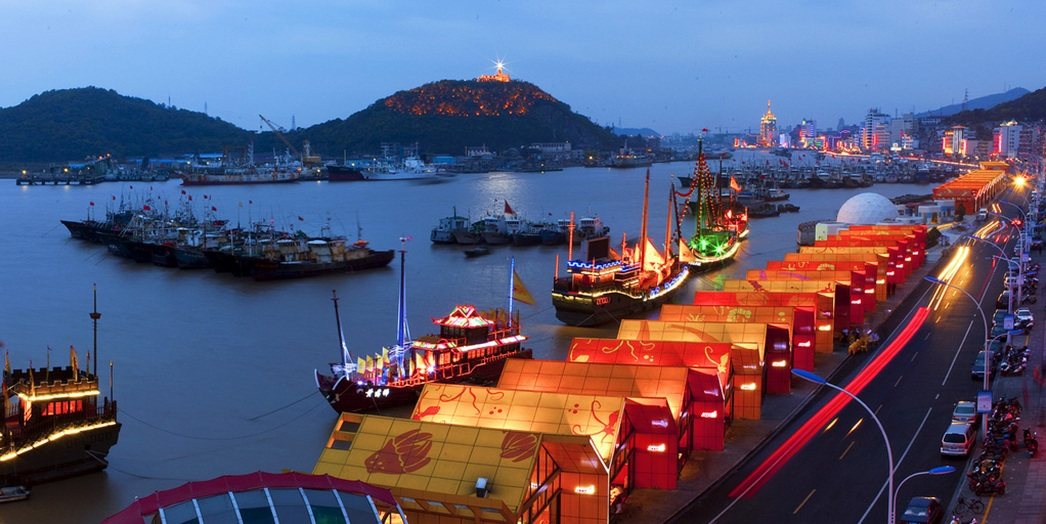
舟山群岛新区

- 浙江舟山群岛新区：2011年6月30日获批成立，定位是浙江海洋经济发展的先导区、海洋综合开发试验区、长江三角洲地区经济发展的重要增长极。2015年，国家发改委要求浙江舟山群岛新区重点围绕建設江海联运中心，推动建立高效便捷的通关和口岸监管模式开展探索[5]。

- 兰州新区：2012年8月20日获批成立，定位是西北地区重要的经济增长极、国家重要的产业基地、向西开放的重要战略平台和承接产业转移示范区。2015年，国家发改委要求甘肃兰州新区重点围绕深化政府服务创新，在建立促进产业集聚和科技创新新机制方面开展探索[5]。

- 广州南沙新区：前身是南沙经济技术开发区，2012年9月6日获批成为国家级新区，定位是粤港澳优质生活圈和新型城市化典范、以生产性服务业为主导的现代产业新高地、具有世界先进水平的综合服务枢纽、社会管理服务创新试验区，打造粤港澳全面合作示范区。2015年4月，中国（广东）自由贸易试验区挂牌成立，南沙新区成为广东自贸区其中的一个片区。2015年，国家发改委要求广州南沙新区重点围绕推动自由贸易试验区制度创新，构建与国际投资贸易通行规则相衔接的基本制度框架开展探索[5]。

### 2014至2017年批准设立的新区
2014至2017年，国家级新区出现了一波井喷式密集批复，呼应了中国区域经济战略布局的现实需求，也体现了中国转变经济发展方式的率先尝试。
- 陕西西咸新区：2014年1月10日获批成立，定位是中国向西开放的重要枢纽、西部大开发的新引擎和中国特色新型城镇化的范例[13]。2015年，国家发改委要求陕西西咸新区重点围绕推进“一带一路”建设，创新城市发展方式和以文化促发展的有效途径开展探索[5]。

- 贵州贵安新区：2014年1月10日获批成立，定位是内陆开放型经济新高地、创新发展试验区、高端服务业聚集区、国际休闲度假旅游区、生态文明建设引领区。2015年，国家发改委要求贵州贵安新区重点围绕构建产城融合发展的新机制，以产业集聚促进新型城镇化发展开展探索[5]。

- 青岛西海岸新区：2014年6月3日获批成立，定位是海洋科技自主创新领航区、深远海开发战略保障基地、军民融合创新示范区、海洋经济国际合作先导区、陆海统筹发展试验区[14]。2015年，国家发改委要求青岛西海岸新区重点围绕提升深远海资源开发能力，形成以海洋科技创新促进海洋产业发展的有效途径开展探索[5]。

- 大连金普新区：2014年6月23日获批成立，定位是中国面向东北亚区域开放合作的战略高地、引领东北地区全面振兴的重要增长极、老工业基地转变发展方式的先导区、体制机制创新与自主创新的示范区、新型城镇化和城乡统筹的先行区[15]。2015年，国家发改委要求大连金普新区重点围绕深化面向东北亚区域开放合作，推动构建现代产业体系开展探索[5]。

- 四川天府新区：2014年10月2日获批成立，定位是以现代制造业为主的国际化现代新区，内陆开放经济高地、宜业宜商宜居城市、现代高端产业集聚区、统筹城乡一体化发展示范区[16]。2015年，国家发改委要求四川天府新区重点围绕深化土地管理制度改革，构建有利于产业集聚发展和城乡一体化发展的体制机制开展探索[5]。

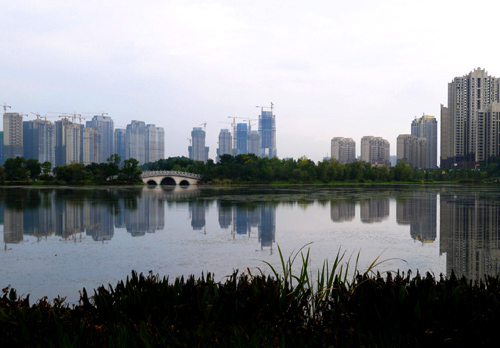
湖南湘江新区

- 湖南湘江新区：2015年4月8日获批成立，定位是高端制造研发转化基地和创新创意产业集聚区、产城融合城乡一体的新型城镇化示范区、全国“两型”社会建设引领区、长江经济带内陆开放高地[17]。2015年，国家发改委要求湖南湘江新区重点围绕创新生态文明建设体制，推动建立综合性生态补偿机制，走绿色低碳循环发展道路开展探索[5]。

- 南京江北新区：2015年7月2日获批成立，定位是自主创新先导区、新型城镇化示范区、长三角地区现代产业集聚区、长江经济带对外开放合作重要平台[18]。2015年，国家发改委要求南京江北新区重点围绕实施创新驱动发展战略，以自主创新引领产业转型升级、以制度创新促进区域协同发展开展探索[5]。

- 福州新区：2015年9月9日获批成立，定位是两岸交流合作重要承载区、扩大对外开放重要门户、东南沿海重要现代产业基地、改革创新示范区和生态文明先行区[19]。

- 云南滇中新区：2015年9月15日获批成立，定位是面向南亚东南亚辐射中心的重要支点、云南桥头堡建设重要经济增长极、西部地区新型城镇化综合试验区和改革创新先行区[20]。

- 哈尔滨新区：2015年12月22日获批成立，定位是中俄全面合作重要承载区、东北地区新的经济增长极、老工业基地转型发展示范区和特色国际文化旅游聚集区[21]。

- 长春新区：2016年2月15日获批成立，定位是创新经济发展示范区、新一轮东北振兴的重要引擎、图们江区域合作开发的重要平台、体制机制改革先行区[22]。

- 江西赣江新区：2016年6月6日获批成立，定位是中部地区崛起和推动长江经济带发展的重要支点[23]。

- 河北雄安新区：2017年3月获批成立。定位是北京非首都功能疏解集中承载地。